# نظریه اخراج اجنبی

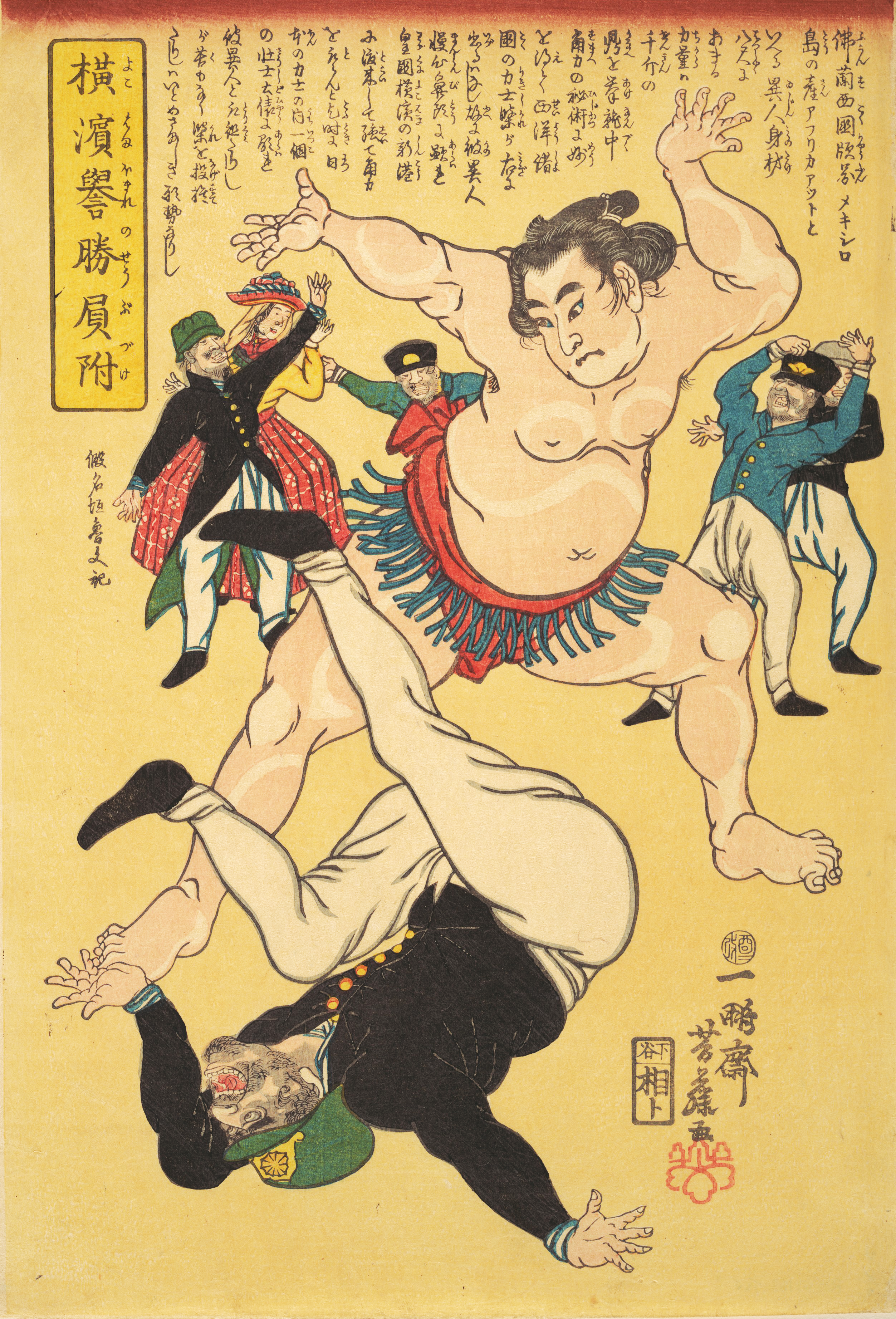
تصویری که در سال ۱۸۶۱ کشیده شده‌است و نمایانگر شعار بیرون راندن خارجیان از ژاپن است.

نظریه اخراج اجنبی، نظریه جوئی (به ژاپنی: 攘夷論 じょういろん) نظریه‌ای بود که در دوره باکوماتسو و پایان دوره ساکوکو در ژاپن رایج شد. این نظریه که خواستار اخراج کامل خارجیان و عدم تجارت با خارجیان بود، از نوع عقاید شوونیسمی بود.
از ترکیب نظریه حرمت‌گزاری به امپراتور و نظریهٔ اخراج اجنبی، سوننو جوئی به معنی «حرمت‌گزاری به امپراتور، اخراج اجنبی» به وجود آمد. شوننو جوئی نوعی فلسفه سیاسی و جنبش اجتماعی برخاسته از آئین کنفوسیوسی بود که به شکل شعار سیاسی در دههٔ ۱۸۵۰ و ۱۸۶۰ در طی باکوماتسو، دوران پایانی شوگون‌سالاری توکوگاوا در ژاپن رایج شد.